# Offentligt forbrug
Offentligt forbrug (også kaldet offentligt konsum) er den offentlige sektors udgifter til forbrug af varer og tjenesteydelser, som det offentlige stiller til rådighed for befolkningen. Det er f.eks. udgifter til sundhedsvæsen, uddannelsessystem, politi, domstole og forsvar. Sammen med det private forbrug udgør det offentlige forbrug et lands samlede forbrug, som er en overordentlig væsentlig komponent i den samlede efterspørgsel og i forsyningsbalancen.
Det offentlige forbrug kan opdeles i individuelt offentligt forbrug og kollektivt offentligt forbrug. Individuelt forbrug som f.eks. undervisning og lægebehandling forbruges af de enkelte indbyggere, mens kollektivt forbrug stilles til rådighed for hele samfundet som helhed. Eksempler på kollektivt offentligt forbrug er forsvar og politi. Det individuelle offentlige forbrug udgør ca. 70 % af det samlede offentlige forbrug, mens det kollektive offentlige forbrug står for de resterende 30 %.
Offentligt ansattes lønninger og den beregnede nedslidning af det offentlige kapitalapparat (skoler, sygehuse, veje o.l.) er en betydelig del af det offentlige forbrug. Derudover indgår også  udgifter til materialer og udstyr (offentligt varekøb) samt udgifter til køb af ydelser fra private erhvervsdrivende, f.eks. konsulenter.
I Danmark udgør det offentlige forbrug ca. halvdelen af de samlede offentlige udgifter, der udover forbrugsudgifterne også blandt andet omfatter udgifter til indkomstoverførsler og offentlige investeringer. De sidste 50 år har udgifterne til det offentlige forbrug omfattet ca. en fjerdedel af bruttonationalproduktet. I 1950 udgjorde det ca. 10 % af BNP, men steg kraftigt indtil midten af 1970'erne som et tegn på den store udbygning af velfærdsstaten i denne periode.